# Placinolopha sarai
Placinolopha sarai är en svampdjursart som beskrevs av Claude Lévi 1989. Placinolopha sarai ingår i släktet Placinolopha och familjen Plakinidae.
Artens utbredningsområde är havet kring Filippinerna. Inga underarter finns listade i Catalogue of Life.